# Benjamin Satink

Wapen van Satink

Benjamin Satink (Bredevoort, 1704 - Bredevoort, 8 juli 1769) was verwalter-drost van de heerlijkheid Bredevoort, commies van 's lands magazijnen en auditeur-militair.

## Levensloop
Benjamin wordt te Bredevoort gedoopt op 9 mei 1704 als zoon van Johan Satink (1667-1722) en Isabella van Weleveld (-1742), als dertiende van de negentien kinderen die zijn ouders hadden. Hij trouwt op 15 februari 1743 met Willemina Gerarda Rebecca Kuiper. Na de bevalling van zoon Willem Jan Derk overlijdt zij voortijdig in 1744. 
Op 22 april 1751 wordt Benjamin benoemd tot verwalter-drost van de heerlijkheid Bredevoort. In deze functie doet hij samen met de postmeesters van Doesburg en Bocholt het verzoek om voorzieningen te treffen voor een betere begaanbaarheid van de weg tussen die plaatsen. Er werd daartoe een machtiging verleend tot het leggen van een brug over de Wittenbrinkse beek. Aanleg van een dijk en verpachting van de tol aldaar. 
Benjamin hertrouwt op 19 oktober 1752 met Elisabeth van Goens. Hij overlijdt te Bredevoort op 8 juli 1769.